# Gare de Mataró
La gare de Mataró est une gare ferroviaire espagnole qui appartient à ADIF, située sur le territoire de la commune de Mataró, dans la comarque du Maresme. La gare se trouve sur la ligne de Barcelone à Maçanet-Massanes et est desservie par la ligne R1 des Rodalies de Barcelone, exploités par la Renfe.

## Histoire
Cette gare de la ligne de Mataró a été construite bien après l’arrivée du chemin de fer. La ligne Barcelone - Mataró est entrée en service le 28 octobre 1848, ce fut la première ligne ferroviaire de la péninsule ibérique. À Barcelone, le terminal a été construit entre la Barceloneta et Ciutadella, près d'El Torín (ca), au début de l'avenue du Cimetière, qui sera ultérieurement remplacée par la gare de les Rodalies (ca). Miquel Biada i Bunyol a été chargé de la construction de la ligne ferroviaire pour concrétiser les relations commerciales entre Mataró et Barcelone.
Le 9 février 2012, un accident est survenu lorsqu'un train est entré en collision avec le heurtoir de la quatrième voie.
En 2016, 2 428 000 passagers ont transité par la gare de Mataró.

## Service des voyageurs

### Desserte
C’est le terminus d’une partie des services de la ligne, en particulier de tous ceux qui viennent et se dirigent vers Molins de Rei, à l’exception d’un ou deux qui se dirigent vers Calella, et également le terminus des trains qui viennent de L'Hospitalet de Llobregat.

## Patrimoine ferroviaire
Le bâtiment de la gare est une construction répertoriée dans l'Inventaire du patrimoine architectural de Catalogne. Elle a été inaugurée en 1905. Sa construction suit la ligne avec laquelle toutes les gares des lignes de l’État ont été construites dès le début du XIXe siècle. Cette gare n’est pas construite avec des matériaux de qualité, elle est plâtrée en imitant des pierres de taille, des encadrements et des moulures de portes et de fenêtres, et l’œuvre vue est peinte en rouge pour donner plus de précision à l’imitation.
C'est la gare la plus importante du Maresme. La gare a été bâtie en 1905 en substitution de l'ancienne, de style néoclassique, située devant la rue de Sant Agustí. Elle a été démolie en 1957. La gare actuelle avait une grande renommée au moment de sa construction pour sa salle d'attente et son café-restaurant.

## Projets
Entre en 2020 et 2022, il est prévu[réf. nécessaire] qu'il y ait des variantes de la ligne R1 et que la gare soit raccordée à la Ligne Ferroviaire Orbitale. Grâce à ces projets, de nouvelles gares seront construites et la configuration de la gare actuelle de Mataró sera remodelée.